# Бабинцев, Глеб Сергеевич
Глеб Сергеевич Бабинцев (род. 8 января 2000, Мегион, Тюменская область) — российский хоккеист, защитник.

## Биография
Начинал заниматься хоккеем в четыре года в Мегионе. Через несколько лет семья переехала в Нижневартовск, в 13 лет переехал с бабушкой в Тюмень, где стал заниматься в «Тюменском Легионе». С 15 лет — в «Металлург» Магнитогорск.
Сезон 2017/18 провёл в команде OHL «Питерборо Питс». Вернувшись в Магнитогорск, стал играть за команду МХЛ «Стальные лисы». В сезоне 2019/20 также играл в ВХЛ за «Зауралье» Курган. 9 декабря 2019 года провёл единственный матч в КХЛ за «Металлург» — дома против «Динамо» Рига (5:1). В июне 2020 года перешёл в челябинский «Трактор» и стал играть за «Челмет» в ВХЛ. После начала сезона 2021/22 перешёл в «Ермак». В сезоне 2022/23 играл за команды ВХЛ «Тамбов» и «Рязань-ВДВ». С сезона 2023/24 — игрок команды студенческой лиги «Стальные сердца» (МГТУ имени Носова).
Бронзовый призёр хоккейного турнира зимних юношеских Олимпийских игр 2016 года.
Окончил педагогический колледж в Магнитогорске.